# Delta (Pensilvania)
Delta es un borough ubicado en el condado de York en el estado estadounidense de Pensilvania. En el año 2000 tenía una población de 741 habitantes y una densidad poblacional de 1,074.6 personas por km².

## Geografía
Delta se encuentra ubicado en las coordenadas 39°43′38″N 76°19′32″O / 39.72722, -76.32556.

## Demografía
Según la Oficina del Censo en 2000 los ingresos medios por hogar en la localidad eran de $39,732 y los ingresos medios por familia eran $45,000. Los hombres tenían unos ingresos medios de $35,735 frente a los $25,417 para las mujeres. La renta per cápita para la localidad era de $17,677. Alrededor del 9.2% de la población estaba por debajo del umbral de pobreza.